# Federació Catalana de Rugby
La Federació Catalana de Rugby és l'organisme rector que ordena, impulsa i dirigeix tota l'activitat esportiva del rugbi a Catalunya. Forma part de la Unió de Federacions Esportives de Catalunya.

## Història
El Rugbi va començar a jugar-se a Catalunya l'any 1921, any de fundació de la Unió Esportiva Santboiana, club degà d'aquest esport a Catalunya i Espanya.
El seu fundador, Baldiri Aleu Torras, havia après aquest esport mentre estudiava veterinària a la ciutat francesa de Tolosa de Llenguadoc. Aquell mateix any el Club Natació Atlètic també formava equip de rugbi.
L'any 1922, Baldiri Aleu publicava un manifest titulat "Entorn el Futbol-Rugby" al diari La Veu de Catalunya. Dos clubs més s'afegiren a la pràctica rugbística: el Club Natació Barcelona i el Catalunya Sporting Club. Aquests quatre clubs van jugar el primer trofeu rugbístic del país, embrió d'una futura lliga, el "Trofeo Copa Real Sociedad de Carreras de Caballos". La Santboiana en va resultar guanyadora.
El setembre de 1922 foren aprovats els estatuts de la Federació Catalana de Rugby pel Govern Civil de Barcelona. La primera Junta Directiva de la Federació Catalana de Futbol Rugby la va presidir el delegat del CN Barcelona, David Cuyàs, i vaestar formada també per Lluís Malet (Olímpic RC) com a vicepresident primer, Joan Payarols (RC Sant Andreu) com a vicepresidentsegon, Francesc Canela (CADCI) com asecretari, i Baldiri Aleu (UE Santboiana) com a tresorer. En aquella època erenels clubs els elegits per ocupar els càrrecs i aquests designaven els seusdelegats, que canviaven gairebé cada any. Els llibres d'actes de la federacióes van perdre durant la Guerra Civil i no ha quedat rastre de la composiciódels primers Consells Directius, però no hi ha constància que Baldiri Aleu, el gran l'impulsor del rugbi, fos president de la Federació Catalana, com durantmolts anys es va creure, i sí de l'Espanyola, que va presidir el 1926. L'any següent, la Selecció Catalana juga el seu primer partit oficial contra el Tolouse Lanlade Olimpique al camp de l'Hipòdrom de Can Tunis, perdent pel resultat de 9 a 0. Des d'aleshores els partits de la Selecció Catalana es faran habituals jugant contra l'Esquadra Anglesa diverses vegades, contra clubs i seleccions del Rosselló, del Llenguadoc i de París.
El desenvolupament del rugby fou en aquests anys fou molt gran, tant que l'Estadi Olímpic de Montjuïc fou inaugurat oficialment, amb la presència del rei Alfons XIII, el 19 de maig de 1929, amb un partit de rugby entre Espanya i Itàlia. Governava Espanya en aquells moments la Dictadura militar del general Primo de Rivera.
L'any 1934 es funda a Paris la Federació Internacional de Rugbi Amateur (FIRA) entre les federacions nacionals de França, Itàlia, Alemanya, Txecoslovàquia, Romania i Catalunya. Això va provocar un incident político-esportiu notable a l'època. La Federació Espanyola va protestar perquè també en volia formar part i gràcies als bons oficis de la FCR, va entrar-hi com a federació adherida. Això produí un gran malestar a Madrid i la Federació Espanyola va expulsar la Catalana de les competicions estatals. Catalunya membre de ple dret de la FIRA, va organitzar la seva pròpia competició i diferents partits oficials de selecció contra França i Itàlia. Aquesta independència es perllongà fins al 1940.
Això no obstant, fidels a l'esperit del rugbi, la Selecció Catalana, encara que com a selecció regional va seguir jugant partits amistosos contra diferents combinats i equips estrangers. El primer d'ell va ser a gener de 1940 a l'Estadi de Les Corts contra Romania, i l'últim va ser el 5 de març de 2023 contra Suècia.

## Presidents

### David Cuyàs Pujol (1923-1924)
Va estudiar a Montpeller i a París, i allà va fer d'àrbitre de la Primera Divisió francesa i va arribar a ser internacional, dirigint partits tant a França com a Anglaterra. El 1919 va tornar a Catalunya i el 1922 va ser un dels fundadors de la secció de rugbi del Club Natació Barcelona, convertint-se en el seu delegat. Tres anys després, el 14 d'abril de 1922, es va constituir la Federació Espanyola de Futbol Rugby, en la qual va ser el seu primer secretari i entre 1923 i 1924 el seu segon president, càrrec que va tornar a ocupar vuit anys després, de 1932 a 1933. El 12 de febrer de 1923 es va constituir la Federació Catalana i en representació del CN Barcelona, en va ser el seu primer president. Sota la seva presidència, la selecció catalana, de la qual més tard va ser seleccionador, va jugar el seu primer partit internacional contra el Toulouse. Entre altres càrrecs, també va ser secretari del Consell Superior de la Confederació Esportiva de Catalunya (1922 a 1923) i president del Col·legi d'Àrbitres de la Federació Catalana (1935-1936).

### Enric Losantos Vilaseca (1924-1925)
Era el president de la Secció Permanent d'Esports i Excursions del Centre Autonomista de Dependents del Comerç i de la Indústria (CADCI), i va ocupar la presidència de la federació en representació d'aquesta entitat, que també tenia equip de rugbi. El 1923 havia estat vocal de la Federació Catalana de Rem com a representant del Club de Mar, que havia sorgit el 1914 de la secció del rem del CADCI. Entre 1924 i 1930 també va ser secretari de la Confederació Esportiva de Catalunya i el 1932 vocal suplent del Comitè Olímpic Espanyol.

### Enric Pujol Arrieta (1925-1926)
Metge pediatre i professor de la Facultat de Medicina de la Universitat de Barcelona, va presidir la federació, en representació de la Societat Amateur de Rugby, de 1925 a 1926.

### Joaquim Fontanella Castro (1926-1927)
Integrant i delegat de l'equip del FC Barcelona que el 1924 va jugar el primer partit de la seva història contra el CADCI al camp de la UE Santboiana, va presidir la federació y entre 1926 i 1927. Va ser campió d'Espanya el 1926 i el 1930, va jugar amb la selecció catalana i va ser i seleccionador estatal durant els anys trenta.

### Joan Moles Marquina (1927-1928)
Va presidir la federació Catalana de Rugby entre 1927 i 1928, el 1927 també va ser el representant del rugbi català a la Confederació Esportiva de Catalunya i el 1928 vicepresident de la Federació Espanyola de Rugby acabada d'unificar.

### Joan Boix Iglesias(1928-1936)
Va ser president de 1928 a 1936, i el 1934 va veure com la Federació Catalana era admesa com a membre de ple dret de la Federació Internacional de Rugby Amateur (FIRA) i a més ell era nomenat vocal del seu Consell Directiu. Posteriorment, va ser castigat per la Federació Espanyola, i el va inhabilitar tota la seva Junta Directiva per tres anys i li va retirar la representació del rugbi en el Comitè Olímpic Espanyol, però ell va continuar en el seu lloc a la Federació Catalana i va intensificar els encontres internacionals de la selecció fins que el 1936, va dimitir com a president per seguir fent de delegat per als assumptes internacionals.

### Antoni Llardent Comas (1936-1939)
Va ocupar la presidència en un moment difícil en què les relacions entre els diferents estaments d'aquest esport, tant a nivell català com espanyol, no passaven per un bon moment. L'esclat de la Guerra Civil va paralitzar pràcticament la Federació Catalana fins que el conflicte no va acabar.

### Lluís Sentís Anfruns(1939-1974)
Jugador de rugbi i de pilota a mà durant la seva joventut amb el Club Natació Barcelona, va ser el president de la que més temps va ocupar el càrrec, ja que ho va ser durant vint-i-cinc anys, des del 1939 fins al 1974. Bona part de la seva presidència la va compaginar amb els seus càrrecs directius en el Club Natació Barcelona, del qual va ser vicepresident des del 1940 al 1943 i després president des del 1943 fins al 1975. Entre el 1946 i el 1974 va ser vicepresident de la Federació Internacional de Rugby Amateur (FIRA), que el 1953 va celebrar el seu Congrés a Barcelona gràcies a ell, però que li va comportar problemes amb la Federació Espanyola. Durant el seu mandat va aconseguir que es construís el camp de la Fuixarda a Montjuïc perquè els clubs de Barcelona ciutat poguessin practicar aquest esport.

### Jordi Juan Cadellans (1974-1977)
Es va iniciar com a jugador de rugbi en el FC Barcelona la temporada 1950-1951, inicialment en el segon equip i de seguida en el primer, també va jugar una temporada amb l'equip de la Maquinista i durant els anys que va estar en actiu va guanyar una Copa del Generalísimo i un Campionat de Catalunya amb el Barça, del qual era el capità. Dos anys després de retirar-se va ser nomenat president, càrrec del qual va prendre possessió el 21 de març de 1974.

### Josep Fabregat Masana (1977-1981)
Havia jugat a rugbi, primer a la universitat i després en el Club Natació Montjuïc entre 1953 i 1972. Va començar a fer tasques directives a la universitat, com a delegat de l'equip de rugbi, i el 1970 va entrar a la Federació Catalana, on de 1974 a 1977 va ser vicepresident i de 1977 a 1981 president coincidint amb el moment en què la Federació Catalana es va dividir en provincials. Posteriorment, quan va deixar la presidència va ser membre de la Junta Directiva del Club Natació Montjuïc. Entre 1954 i 1980 també va practicar el submarinisme amb el CRIS de Barcelona, a la Junta Directiva del qual va pertànyer des del 1982 al 1986, i el 1977 es va introduir en el taekwondo, esport en què el 1988, va assolir el cinturó negre.

### Lluís Gabañach Coll (1981)
Exjugador internacional i entrenador del Club Natació Poble Nou, del qual va ser nomenat soci d'honor. Des que es va iniciar com a jugador fins que es va retirar l'any 1969 va ser internacional amb les seleccions espanyola i catalana, no va tenir un altre equip que el Club Natació Poble Nou, del qual va ser el capità i després es va convertir en entrenador. Va exercir de tècnic entre 1969 i 1974, pujant al primer equip alguns dels joves jugadors que uns anys abans havien quedat subcampions d'Espanya juvenils. En els anys vuitanta va tornar a portar l'equip sènior del CN Poble Nou durant un breu període i després va ser seleccionador català abans de convertir-se en vicepresident de la federació i posteriorment president.

### Josep Azuara González (1981-1985)
Com a jugador de rugbi va començar en el Barcelona Universitari Club l'any 1964, després va anar al Tiburón i va tornar al club dels seus orígens, on es va retirar. El 1981va ocupar la presidència de la Federació Barcelonesa, i quan es va recuperar la Federació Catalana es va convertir en el seu primer president. Durant el seu mandat va organitzar un torneig anomenat de les 4 Nacions, per iniciativa de l'Ajuntament de Barcelona, amb la participació de França, Irlanda, Escòcia i Catalunya i es va reconèixer el 1983 el rugbi femení.

### José Antonio Sancha de Prada(1985-1988)
Va destacar com a jugador en el Club Natació Barcelona, amb què va ser campió de Catalunya (1958, 1970 i 1971) i d'Espanya (1963), any en què també va ser campió d'Espanya universitari amb el Rugby Medicina. I des de 1958 a 1972 va ser internacional amb les seleccions espanyola i catalana absolutes, de les quals en va ser també el capità. Com a entrenador, va ser campió d'Espanya universitari amb el Club Esportiu INEF de Barcelona (1982 i 1986), conegut com els ‘Ossos marxosos', del qual va ser fundador i president des del 1978 fins al 2007. Va ser membre fundador del Tiburón Club de Badalona, de la secció de rugbi del Club Esportiu Universitari, de l'INEF de Lleida i el 1979 de l'INEF femení, el primer equip de rugbi format per dones a Espanya. Com a dirigent del rugbi, al marge dels seus càrrecs a la Federació Catalana i a diversos clubs, també va ser vicepresident de la Federació Espanyola en dues etapes (1977 a 1985 i 2000 a 2008).

### Josep Florit Capella (1989-1993)
Havia jugat a rugbi durant els anys seixanta i setanta amb el Club Natació Barcelona i amb la selecció catalana, va ser entrenador adjunt del Club INEF Barcelona a finals dels anys setanta. Va ocupar la presidència de la Federació durant una legislatura.

### Ferran Domínguez Benito (1993-1997)
Havia jugat a rugbi en la seva joventut i va ser membre fundador de la secció de rugbi del CD Puig Castellar de Santa Coloma de Gramenet, població on hi ha un camp que porta el seu nom. En els anys vuitanta va ser el responsable del rugbi en el Consell de l'Esport Escolar de Barcelona. I com a president de la federació va donar un fort impuls als partits internacionals de la selecció catalana, com ho prova el fet que el 1994 va arribar a un acord amb la Federació Internacional, perquè Catalunya jugués el 1995 la Copa del Món júnior, participació que finalment no es va arribar a produir per les interferències del govern espanyol. Durant la seva presidència també es va crear l'escut de la selecció catalana, que té la ginesta com a símbol i que va dissenyar el rugbier santboià Jordi Elias després de consultar a l'heraldista Armand de Fluvià. Posteriorment es va vincular com a entrenador al Club de Rugby Sant Cugat.

### Sergi Brosa del Pozo (1997-2005)
Jugador de la Divisió d'Honor de rugbi durant els anys seixanta i setanta amb el CE Universitari. Durant el seu mandat a la Federació Catalana les seleccions catalanes de rugbi van conquerir nombrosos títols estatals i la federació va seguir organitzant molts encontres internacionals. També va aconseguir que les seleccions catalanes de totes les categories fossin convidades a tots els campionats regionals internacionals on la FIRA-AER hi tenia participació. També va ser vicepresident de la Federació Espanyola, etapa en què es va dedicar al rugbi femení, del qual va ser un impulsor. L'any 2000, per exemple, va defensar a Londres, davant el Comitè Femení de la Copa del Món, la proposta espanyola per organitzar a Barcelona la Women's Rugby World Cup 2002, aconseguint que la International Rugby Board acceptés expressament que fos la Federació Catalana qui l'organitzés per delegació de la Federació Espanyola.

### Xavier Albert Canal Gomara (2005-2009)
Durant la seva presidència, l'any 2006 va liderar la demanda civil que la Federació Catalana va presentar contra l'Associació Europea de Rugby (FIRA-AER) en la qual demanava el seu reconeixement com a fundadora de la Federació Internacional de Rugby l'any 1934 i, per tant, el seu dret a poder competir oficialment. Tanmateix el reconeixement no es va obtenir per les traves que hi van posar el govern espanyol i la Federació Espanyola de Rugby. Va rebre el desembre del 2008, el Premi President Companys atorgat per la Plataforma Proseleccions Esportives Catalanes per la seva defensa dels drets històrics del rugbi català i la lluita per l'oficialitat de les seleccions catalanes. Va posar en marxa el 2012, juntament amb catorze advocats més, l'Associació Catalana de Dret Esportiu, de la qual es va convertir en el seu primer president. També va ser membre de les Comissions de Disciplina i Esportiva professional del FC Barcelona, des d'on va impulsar els acords de col·laboració entre el club blaugrana i la Unió Esportiva Arlequins de Perpinyà (USAP). Va ser soci compromissari del FC Barcelona i un dels fundadors de la Penya Barcelonista Usapista Avant, que va néixer per fomentar els valors històrics del club, en especial els de la seva secció de rugbi, i el coneixement i la germanor amb l'USAP Perpinyà. I el mes de juny de 2011 va ser un dels caps visibles de l'organització dels actes de celebració del Centenari del primer partit de rugbi que es va jugar a Catalunya i Espanya i que va enfrontar al RCD Espanyol i la SD Patrie.

### Ignasi Planas Rivas (2009-)
Advocat i amb estudis de Ciències Polítiques. Va jugar durant disset temporades a rugbi amb el Club Natació Barcelona, formant part en el seu últim any de jugador del Químic Equip Rugby de Barcelona. Va formar part de la selecció catalana en categories inferiors i sènior i amb el CNB va assolir la segona categoria estatal. Va entrar a la federació com a vicepresident l'any 2005 com a responsable d'escoles de rugbi, propiciant el desenvolupament de les categories inferiors per tots els clubs catalans. El 2009 en va ser elegit president i reelegit el 2012.